# 大林丈史
大林 丈史（おおばやし たけし、1942年1月24日 - ）は、日本の俳優。血液型A型。所属は、コスモプロジェクトから、のちプロダクション・タンク。

## 来歴
岡山県出身。岡山県立岡山朝日高等学校（江田五月は同級生）、東京外国語大学外国語学部ポルトガル・ブラジル科卒業。俳優座養成所の第16期生。同期には古谷一行、大出俊、峰岸徹、鶴田忍らがいる。
1973年、欧亜横断の長期ロケを敢行した超大作映画『陽は沈み陽は昇る』の主役の一人に抜擢される。同年にはやはり日本テレビが大予算を投じたドラマ『水滸伝』でも準主役を演じた。
2008年まで、日本俳優連合の副理事長を務め、2009年から2010年までは理事を務めた。2013年度から一般社団法人日本映画俳優協会理事長でもある。

## 人物
- 俳優座の先輩である中村敦夫とは懇意の間柄で、数多くの作品で共演。『木枯し紋次郎』では、共に長身ということもあって中村のスタントも務めた。
- 『ウルトラマンレオ』におけるブラック指令役の強烈な演技で特撮ファンにも知られており、自身も「思い入れのある役」と答えている。普段はあまり出番が少なかったため、第50話でレオを解体して星人ブニョに命令するシーンは「ノリノリで演じた」とも語っている。
- 元々SF好きで、行きつけの定食屋で『ウルトラQ』などのウルトラシリーズをよく見ていたという。中でもお気に入りは『帰ってきたウルトラマン』で、当時は海外での放浪生活から帰国して間もない頃であり「これから演劇の世界に復帰しようとする自分の姿を同番組に重ね合わせていた」と述懐している[4]。
- 息子の名は「トオル」、娘の名は「カオル」、飼っていた猫の名は「レオ」。いずれも『ウルトラマンレオ』の登場人物の名前だが、意識したつもりはなく、猫の名はファンであった西鉄ライオンズから名付けたとのこと[4]。

## 出演

### テレビドラマ

#### NHK
- 大河ドラマ
  - 徳川家康（1983年） - 明智左馬助
  - 山河燃ゆ（1984年） - 長坂准尉
  - 春の波涛（1985年）
  - 春日局（1989年） - 松平正綱
  - 翔ぶが如く（1990年） - 水野忠精
  - 太平記（1991年） - 良忠 (二条家)（殿法印）
  - 信長 KING OF ZIPANGU（1992年） - 水野信元
  - 炎立つ（1993年） - 牧
  - 徳川慶喜（1998年） - 井戸覚弘
  - 篤姫（2008年） - 長野主膳
- 連続テレビ小説
  - 春よ、来い（1995年） - 八田医師
  - ひまわり（1996年） - 鶴島教官
  - 純情きらり（2006年） - 視学官
  - どんど晴れ（2007年） - 関谷
  - 梅ちゃん先生（2012年） - 面接官
  - 花子とアン（2014年） - 久保山
- 御宿かわせみ・真野響子版 第23話「花冷え」 （1981年）
- 十時半睡事件帖 (テレビドラマ)（1994年） - 矢島蔵人
- 憲法はまだか（1997年） - 室伏高信
- 御宿かわせみ・高島礼子版（2004年） - 池田甲斐守
- 探偵Xからの挑戦状!（2009年5月）
- 坂の上の雲（2010年） - 松方正義
- プレミアム8『トライ・エイジ〜三世代の挑戦〜「第一回 島家三代の物語」』（2011年）
- 雲霧仁左衛門 第2シリーズ 第3話「盗人の純情」（2015年） - 夜兎の文蔵

#### 日本テレビ系
- お庭番（1968年）第17話 - 第20話「みな殺しの唄」
- 水滸伝（1973年 - 1974年） - 宋江
- 大都会 PARTII 第20話「狙われる」（1977年） - 河津
- 俺はおまわり君（1981年）
- 波の盆（1983年）
- 長七郎江戸日記 第1シリーズ 第46話「野盗秘聞」（1985年） - 夜叉丸
- 刑事物語'85 第4話「一日だけの母」（1985年）
- 誇りの報酬 第26話「爆走! カージャック大追跡」（1986年） - 葉山専務
- あぶない刑事 第5話「襲撃」（1986年） - 石塚
- ジャングル 第4話「バラバラ事件・解決編」（1987年）
- あきれた刑事 第2話「一触爆発」（1987年）
- こんな学園みたことない! 第14話「さやかピンチ！忍び寄る影」（1988年） - 東忠介
- もっとあぶない刑事 第23話「心痛」（1989年） - 星沢
- ハロー! グッバイ 第7話「刑事の初恋物語」（1989年）
- 電脳警察サイバーコップ 第21話「5人目のコップ!? 究極のサイバー・ルシファー」（1989年）
- 勝手にしやがれヘイ!ブラザー 第10話（1989年） - 関根
- 長七郎江戸日記 第2シリーズ 
  - 第20話「夢いくたび・母の暦」（1988年） - だるま屋源兵衛（源次）
  - 第51話 「別れ霜」（1989年） - 戸沢広寿
- 刑事貴族
  - 第9話「その時、哀しみの時が過ぎた」（1990年）
  - 第26話「宮本課長の災難」（1990年）
- 検事・若浦葉子 第2話「レイプ! 美しき人妻の罠にはまる」（1991年）
- 悪女（1992年、読売テレビ）
- 子供が寝たあとで 第9話「洗濯物が乾かない」（1992年） - 水野奈美の父親
- はだかの刑事 第13話「淋しい熱帯魚」（1993年）
- 静かなるドン 第14話「一発勝負! 三代目のお受験」（1995年）
- 結婚できない!!（1999年）
- レッツ・ゴー!永田町（2001年） - 有賀副大臣
- サイコドクター 第11話「2才の記憶…父は生きていた」（2002年） - 栗本
- プリマダム（2006年） - 高杉慎之助
- 秘密諜報員 エリカ（2011年、読売テレビ） - 郷野新
- 火曜サスペンス劇場
  - 「わるいやつら」（1985年）
  - 「朝比奈周平ミステリー2」（1991年） - 米田健
  - 「弁護士・高林鮎子19」（1996年） - 藤川刑事部長
  - 「身辺警護」（1998年 - 2002年） - 田所浩一
  - 「検事霧島三郎6」（1999年） - 村瀬康雄
  - 「松本清張スペシャル・鬼畜」（2002年）
  - 「取調室 (テレビドラマ)19」（2003年） - 河津本部長
  - 「京都金沢殺人事件シリーズ8」（2005年） - 堂島秀光

#### TBS系
- 助け人走る 第29話「地獄大搾取」（1974年、朝日放送） - 浅太郎
- おしどり右京捕物車 第4話「妖」（1974年、朝日放送） - 仁蔵
- ウルトラシリーズ
  - ウルトラマンレオ 第40話「MAC全滅! 円盤は生物だった!」 - 第51話「さようならレオ! 太陽への出発」（1975年） - ブラック指令
  - ウルトラマン80
    - 第21話「永遠（とわ）に輝け!! 宇宙Gメン85」（1980年） - ザッカル
    - 第30話「砂漠に消えた友人」（1980年） - 警備隊長
- 隠し目付参上 第8話「穴のむこうは極楽か」（1976年、毎日放送） - 相沢
- 夜明けの刑事
  - 第82話「裏切りの烙印に賭ける!!」（1976年）
  - 第88話「完全犯罪の罠!狙われた女子高校生」（1976年）
- 森村誠一シリーズ / 腐蝕の構造（1977年、毎日放送） - 白木刑事
- 岸壁の母（1977年） - 大田
- 噂の刑事トミーとマツ 第1シリーズ 第18話「花の芸者に恋したトミー」（1980年）
- 外科医 城戸修平 第4話「燃えるささやき」（1983年）
- ザ・サスペンス「骨肉の家」（1983年）
- うちの子にかぎって… 第2シリーズ 第12話「女心がわからないんです…」（1985年）
- 水曜ドラマスペシャル「子連れ刑事」（1985年）
- おんな風林火山 第11話（1986年）
- スクールウォーズ2（1990年）
- 俺たちルーキーコップ（1992年） - 宇野課長
- わたしってブスだったの?（1993年） - 関根編集長
- 私の運命（1995年）
- きのうの敵は今日も敵（1995年） - 関谷文雄
- 天までとどけ（1997 - 1998年） - 内原和夫
- 大岡越前 第15部（1998年） - 加納久道
- 南町奉行事件帖 怒れ!求馬（1997年） - 小田切土佐守
- 金田一耕助シリーズ / 悪魔の仮面（1998年） - 仁礼竜之助
- 大江戸を駈ける!（2001年） - 河津忠之
- コンビにまりあ（2001年） - 有馬等
- 恋がしたい恋がしたい恋がしたい（2001年） - 黒木源太郎
- 木更津キャッツアイ（2002年）
- ダンシングライフ（2003年） - 佐久間修造
- 水戸黄門
  - 第25部 第8話「奪われた恋女房 -鳥羽-」（1997年2月10日） - 棚橋儀十郎
  - 第26部 第6話「瞼に見えたお母ちゃん・徳山」（1998年3月16日） - 山代軍太夫
  - 第27部 第15話「なまはげの凶賊退治-男鹿-」（1999年） - 瀬川九十郎
  - 第28部 第11話「恋を叶えた岡崎灯籠-岡崎-」（2000年5月22日） - 野村監物
  - 第32部 第16話「開かずの鍵が解いた謎 - 白河」（2003年12月1日） - 三原主膳
  - 第34部 第9話「痛快チビッコの悪退治・高知」（2004年6月14日） - 大森典膳
  - 第35部 第16話「鬼と呼ばれた母の涙 -延岡-」（2006年） - 大江喜十郎
  - 第36部 第17話「男度胸の鬼退治 -岡山-」（2006年） - 榊兵馬
  - 第39部 第11話「若妻の言えない秘密? -天草-」（2008年） - 緒方又兵衛
  - 第41部 第12話「悪い奴らの夢の跡! -薩摩-」（2010年） - 東条鉄斎
- 特命!刑事どん亀（2006年） - 海老沢社長
- 結婚式へ行こう!（2007年） - 松永武博
- MR.BRAIN（2009年） - 川瀬要三
- 月曜ドラマスペシャル
  - 「松本清張特別企画・紐」（1996年）
  - 「ブライダルコーディネーターの事件簿1」（1997年） - 鈴木常務
  - 「痛快!バツイチ・トリオ 女だけの便利屋事件簿2」（1998年）
  - 「浅見光彦シリーズ」（1999年） - 江波昭義
  - 「家庭欄記者・鍋嶋六郎2」（2000年） - 足立政次
  - 「税務調査官・窓際太郎の事件簿5」（2000年） - 折井守
- 月曜ミステリー劇場
  - 「弁護士猪狩文助1」（2001年） - 裁判長
  - 「自治会長・糸井緋芽子社宅の事件簿1」（2001年） - 竹中充
  - 「十津川警部シリーズ25」（2002年） - 捜査本部長
  - 「車井戸はなぜ軋る」（2002年） - 本位田大三郎
  - 「名探偵キャサリン13」（2003年） - 瓜生雅行
  - 「流れ星お銀!事件解決いたします3」（2003年） - 徳富靖家
  - 「税務調査官・窓際太郎の事件簿13」（2005年） - 三浦勝
- 月曜ゴールデン
  - 「警視庁鑑識課〜南原幹司の鑑定〜2」（2011年） - 瀬堀隆利
  - 「釣り刑事3」（2012年） - 宮之原勝雄

#### フジテレビ系
- 木枯し紋次郎
  - 第1シリーズ 第1話「川留めの水は濁った」（1972年） - 賭場の代貸
  - 第1シリーズ 第7話「六地蔵の影を斬る」（1972年）
  - 第2シリーズ 第17話「雪に花散る奥州路」（1973年） - 勘助
- 運命峠 第11話「武蔵野非情」（1974年、関西テレビ） - 浦部宗十郎
- 恐怖劇場アンバランス 第6話「地方紙を買う女」（1973年） - 甲信新聞編集部員
- 新・座頭市 第3シリーズ 第3話「市の耳に子守唄」（1979年） - 奈八
- 手錠をかけろ! 第7話「密輸拳銃を洗え! 連続乱射事件 -島根・鳥取-」（1979年） - 鳥取県警刑事
- 大空港 第74話「灼熱の逆光線 娘よ殺意の河を渡れ!」（1980年） - 太平洋興産社長秘書
- 旅がらす事件帖 第25話「怒りに血煙る甲州路」（1981年、関西テレビ） - 蜘蛛手
- 時代劇スペシャル / 大江戸無頼 河内山宗俊（1982年） - 松江出雲守
- 暴れ九庵 第5話「神の心子知らず」（1984年、関西テレビ） - 無辺斉
- あによめ（1986年、東海テレビ）
- 教師びんびん物語II（1989年） - 遠藤理事 役
- 街 (森村誠一)2（1990年） - 那須課長 役
- お江戸捕物日記 照姫七変化 第11話「富くじ犯科帳!」（1990年）
- もう誰も愛さない 第7話（1991年）
- 愛という名のもとに（1992年） - 森秘書
- グッドモーニング（1994年） - 篠原専務
- 古畑任三郎（1994年） - 福本医師 役
- 鬼平犯科帳（1995年） - 安藤玄舟
- 翼をください!（1996年） - 山下重明
- 彼女たちの結婚（1997年）
- 御家人斬九郎 第2シリーズ 第3話「母の仇討」（1997年） - 武藤竜之進
- ニュースの女 最終話「春一番」（1998年） - 局長
- WITH LOVE 第4話「君の事が知りたい」（1998年）
- 隠密奉行朝比奈（1998年） - 綾部備前守
- ナオミ (テレビドラマ)（1999年） - 安達薫の父
- 氷の世界（1999年） - 高木正徳（校長）
- 神様のいたずら（2000年） - 田代惣太郎
- 太陽は沈まない（2000年） - 松原陽壱
- 花村大介（2000年、関西テレビ） - 吉田浩一
- 恋ノチカラ（2002年）
- 顔（2003年） - 石田満男
- 白い巨塔（2003年） - 五十嵐修三
- めだか（2004年）
- 曲がり角の彼女（2005年） - 甲本隆造
- 紅の紋章（2006年） - 森川輝男
- トップキャスター（2006年） - 四方田代議士
- アテンションプリーズ（2006年）
- アンフェア（2006年） - 伊原秀雄
- 暴れん坊ママ（2007年） - 校長先生
- CHANGE（2008年） - 垣内達彦
- 不毛地帯（2009年） - 森社長
- 松本清張生誕100年記念作品・駅路（2009年） - 滝沢常務
- 最後の約束（2010年）
- スクール!!（2011年） - 相原欽一（教育長）
- お義父さんと呼ばせて（2016年） - 郷原福三
- SUITS/スーツ（2018年） - 富永光郎
- 悪魔の弁護人・御子柴礼司 〜贖罪の奏鳴曲〜（2019年） - 溝端庄之助
- 世にも奇妙な物語
  - 「水を飲む男」（1992年） - 篠田部長
- 金曜エンタテイメント
  - 「お気らく主婦の大冒険3」（2000年） - 宮崎五郎
  - 「壁ぎわ税務官」（2001年） - 桐生淳彦
  - 「津軽海峡ミステリー航路4」（2005年） - 兵藤義次
- 金曜プレステージ
  - 「屋台弁護士3」（2009年） - 岡崎万亀男

#### テレビ朝日系
- 必殺シリーズ（朝日放送）
  - 必殺仕置屋稼業 第28話「一筆啓上崩壊が見えた」（1976年） - 徳太郎
  - 必殺仕業人 第4話「あんたこの親子をどう思う」（1976年） - 与助
  - 必殺からくり人・血風編 第1話「魔窟に潜む紅い風」（1976年） - 山県専之介
  - 新・必殺仕置人
    - 第1話「問答無用」（1977年） - 市郎太
    - 第36話「自害無用」（1977年） - 鏡文十郎

  - 新・必殺からくり人 第5話「東海道五十三次殺し旅 府中」（1977年） - 岩蔵
  - 必殺からくり人・富嶽百景殺し旅 第4話「神奈川沖浪裏」（1978年） - 寅太
  - 翔べ! 必殺うらごろし 第5話「母を呼んで寺の鐘は泣いた」（1979年） - 久六
  - 必殺仕事人・激突! 第7話「江戸繁盛の裏の顔」（1991年） - 小田島隼人
- 人形佐七捕物帳 第23話「障子を開けた不幸」 (1977年) - 紋次
- 若さま侍捕物帳 第10話「参上!! 謎の短銃」（1978年）
- 東京メグレ警視シリーズ 第17話「警視夫人と公園の女」（1978年、朝日放送）
- 江戸の牙 第17話「見習同心・純 白夜に死す」（1980年） - 平林
- 走れ!熱血刑事 第25話「夢のアメリカ西海岸」（1981年、勝プロ） - 脇田
- ザ・ハングマン 第19話「恐怖で走るダイナマイト女」（1981年、朝日放送）
- ザ・ハングマン4 第11話「銃撃戦が生中継される!」（1984年、朝日放送） - 刑事
- ニュードキュメンタリードラマ昭和 松本清張事件にせまる 第17回「阿部定のゆくえ」（1984年）
- 私鉄沿線97分署 第8話「暴走族にグッドバイ!」（1984年）
- 特命刑事ザ・コップ 第10話「死色い粉を押えろ!」（1985年、朝日放送）
- 特捜最前線
  - 第421話「人妻を愛した刑事!」（1985年）
  - 第449話「挑戦・炎の殺人トリック!」（1986年）
  - 第466話「千五百万人の悪女たち・パート主婦不倫心中!」（1986年） - 千野
  - 第492話「女装殺人・男たちのレイ・オフ!」（1986年） - 浪速相互銀行支店長
- 女ふたり捜査官 第15話「愛を盗んだ女スリ」（1987年、朝日放送 / テレパック）
- 若大将天下ご免! 第34話「殺しの調べを弾く女!」（1987年） - 猪坂
- ハングマンGOGO 第3話「横浜・殺しのチャイナドレス!」（1987年、朝日放送） - 針尾組組長・田山友義
- 六本木ダンディー おみやさん 第1話・第2話「女刑事班が初出動! 6億のマンションに住む独身男が殺された理由（前・後編）」（1987年、朝日放送） - マキムラ
- 暴れん坊将軍
  - 暴れん坊将軍III
    - 第5話「新さん江戸の風に舞う!」（1988年） - 安吉
    - 第57話「左源太 愛に死す!」（1989年） - 千石屋吉兵衛

  - 暴れん坊将軍IV 第73話「誘拐! 乙女涙の初恋」（1992年） - 山本
  - 暴れん坊将軍VIII 第18話「口づけが起こした波紋」（1998年） - 大江安芸守
  - 暴れん坊将軍IX 第6話「だまされた男 芸者の吐息に仕掛けられた罠」（1998年） - 堺屋八右衛門
  - 暴れん坊将軍X 第3話「禁じられた恋文! 罪深き女の一途な愛」（2000年） - 神尾采女正
  - 暴れん坊将軍 春のスペシャル 「将軍生母襲撃! 一途な恋に生きる女」（2004年） - 北倉照光
- さすらい刑事旅情編 第12話「L特急あずさ２号を待つ女」（1989年） - 長野県警・田浦刑事
- 大空港'92（1992年） - 秋山敏夫
- 名奉行 遠山の金さん（1994年） - 原田伝八郎
- 新空港物語（1994年） - 山村悠三
- はぐれ刑事純情派
  - 第4シリーズ 第2話「夫を警察に売った人妻」（1991年） - 兵藤オーナー
  - 第8シリーズ 第14話「水色のハンカチの男・過去の愛」（1995年）
  - 第9シリーズ 第3話「幼児誘拐!? 母親失格の女」（1996年）
  - 第12シリーズ 第1話「南国土佐、四万十川を捨てた女!」（1999年） - 渡辺刑事
  - 第15シリーズ 第22話「張込み」（2002年） - 園田正弘
  - 第17シリーズ 第3話「ふしだらな女の秘密 路上で消えた犯人!?」（2004年） - 井沢英助
- はみだし刑事情熱系（1997年） - 赤沢陽介
- スーパー戦隊シリーズ
  - 電磁戦隊メガレンジャー（1997年） - 川崎博士
  - 爆竜戦隊アバレンジャー 第15話「アバレ世間は鬼ばかり」・第16話「乗ってけ! アバレサーフィン」（2003年） - 三条総一郎
- 金さんVS女ねずみ 第18話「いじめられた息子! 父の復讐」（1998年） - 橋田弘庵
- 京都迷宮案内 第3シリーズ（2001年） - 内野警視官
- 天罰屋くれない 闇の始末帖（2003年） - 勝俣
- 新・科捜研の女
  - 第5シリーズ 第3話「殺しのスーツ! ねじれた死亡時刻の謎!!」（2004年） - 貫井洋二郎
  - 第7シリーズ 第2話「捜査日誌の罠! 覆面パトカー空白の30分」（2006年） - 国持三郎
  - 第8シリーズ 最終話「マリコ殉職!? 葬られた弾道鑑定!! マリコ、科学者の誇りをかけた最後の鑑定!!」（2008年） - 国持三郎
  - 第10シリーズ 第4話「刑事の闇!歩行分析が暴いた殺意の謎!?」（2010年） - 国持三郎
- にんげんだもの（2004年） - 平賀源次郎
- 世直し順庵!人情剣（2005年） - 十文字屋七左衛門
- 相棒
  - season3 第14話「殺しのピアノ」（2005年） - 岩槻巧
  - season10 第10話「ピエロ」（2011年） - 朝比奈源一郎
- PS -羅生門-（2006年） - 近藤支店長
- 四つの嘘（2008年）
- 京都地検の女（2010年） - 柿沼修一郎
- TEAM -警視庁特別犯罪捜査本部-（2014年） - 水田清太
- 女囚セブン（2017年） - 富田林篤志 役
- 家政夫のミタゾノ（2018年） - 恩田喜一郎
- 土曜ワイド劇場
  - 「黒真珠の美女 江戸川乱歩の心理試験」（1985年）
  - 「人妻殺し」（1989年）
  - 「真夏の女子高生連続殺人 甘くてあぶないぼくとぼくらの夏」（1990年、朝日放送）
  - 「熊本発13時01分火の山3号の女 殺意のゼロA番ホーム 天草－阿蘇高原 未亡人推理の旅」（1990年）
  - 「森村誠一の背徳の詩集 愛人、重役秘書、社長令嬢…野望の男の華麗な綱渡り」（1992年）
  - 「私を抱いて! レインボーブリッジに佇む女 東京-バンコク、愛憎殺人」（1994年、朝日放送）
  - 「終着駅シリーズ5」（1996年） - 樽見良勝 役
  - 「特効薬漂流す 暴かれた臨床試験の秘密! ハグレ記者が特ダネをつかむ」（1996年）
  - 「女詐欺師! 愛川ナナの殺人捜査 密室に五つの名前を 持つ死体!」（2000年） - 金森秀洋
  - 「おとり捜査官・北見志穂11」（2006年） - 長瀬信二
  - 「牟田刑事官事件ファイル」（2007年） - 小野原課長

#### テレビ東京系
- 大江戸捜査網
  - 第265話「殺し屋と少年」（1976年） - 二宮兵馬
  - 第503話「父娘が泣く非情の武士道」（1981年） - 香ノ木
  - 第610話「妹慕情 怒りのまむし剣法」（1983年） - 石出帯刀
  - 第684話「十手悲話 娘目明し一番手柄」（1991年） - 才次
  - 第703話「じゃじゃ馬勘当娘、涙の恩返し」（1992年） - 左平次
- スパイダーマン 第21話「大空に散った父の愛」（1978年） - 津田捜査官
- 新・大江戸捜査網
  - 第4話「密会は殺しの誘い」（1984年） - 奈良屋重兵衛
  - 第25話「絶唱! 幻の夫婦花」（1984年） - 松浦甲斐守
- 一休さん・喝!
  - 第6話「一休の子守唄・門前に捨て子大騒動」（1986年）
  - 最終話「10.失われた恋のメロディー・ピエロ一休大活躍」（1986年）
- 隠密・奥の細道 第19話「復讐に賭けた女哀唄」（1989年）
- 月影兵庫あばれ旅（1990年） - 覚蔵 役
- 天下の副将軍水戸光圀 徳川御三家の激闘（1992年） - 鄭成功
- 徳川武芸帳 柳生三代の剣（1993年） - 平岩親吉
- お助け同心が行く! 第4話「拘引 -かどわかし-」（1993年）
- 織田信長（1994年） - 石川数正
- 付き馬屋おえん事件帳（1995年） - 但馬屋
- 姫将軍大あばれ（1996年） - 関左内
- 刑事追う!（1996年）
- この女に賭けろ（2019年） - 桑野泰正
- 女と愛とミステリー
  - 「和泉教授夫妻シリーズ1」（2001年） - 豊海一郎
- 水曜ミステリー9
  - 「さすらい署長 風間昭平4」（2006年） - 加納教授
- よつば銀行 原島浩美がモノ申す!〜この女に賭けろ〜（2019年）
- スパイラル〜町工場の奇跡〜 第1話「奇跡の“再生物語”町工場VS女ハゲタカ」（2019年） - 英興技巧 先代
- 記憶捜査〜新宿東署事件ファイル〜 第3シリーズ（2022年） - 金城喜一

### 映画
- 無宿人御子神の丈吉 川風に過去は流れた（1972年、東宝） - 甚八
- 陽は沈み陽は昇る（1973年、日活） - 西
- 錆びた炎（1977年、松竹） - 種村光晴
- 千里單騎追兇（1977年、香港） -
- 将軍 SHŌGUN（1980年、東宝）　※米NBCテレビが制作したテレビドラマを125分に編集したもの
- もっと激しくもっとつよく（1981年、にっかつ） - 蒔枝博
- 青春の門（1981年、東映） - 崔吉道
- ええじゃないか（1981年、今村プロ / 松竹） - 神奈川奉行所通詞
- 南十字星（1982年、東宝） - 吉野通訳
- 南極物語（1983年、東宝） - 野々宮英隊長 ※助監督も担当
- 空海（1984年、東映） - 高階遠成
- 美姉妹・剥ぐ（1985年、にっかつ） - 吾妻雄一郎
- 女医肉奴隷（1986年、にっかつ） - 岡田
- 部長の愛人 ピンクのストッキング（1986年、にっかつ） - 郷原健造
- 小林ひとみの令嬢物語（1987年、にっかつ） - 水上幸平
- 妖女の時代（1988年、東宝） - 佐藤医局長
- これから物語 少年たちのブルース（1988年、東宝） - 関
- 天と地と（1990年、東映） - 村上義清
- 天国の大罪（1992年、東映）
- 私を抱いてそしてキスして（1992年、東映）
- 集団左遷（1994年、東映）
- ひめゆりの塔（1995年、東宝） - 西村忠義
- アジアの瞳（1997年、フィルム・クレッセント） - 原マルチノ
- OL忠臣蔵（1997年） - 佐伯常務
- ちぎれ雲 いつか老人介護（1998年、フィルム・クレッセント） - 田上義郎
- ゴジラシリーズ
  - ゴジラ2000 ミレニアム（1999年、東宝 - 権野[1]
  - シン・ゴジラ（2016年） - 国平修一（外務大臣）[5][1]
- ピカ☆ンチ LIFE IS HARDだけどHAPPY（2002年、ジェイ・ストーム） - 千景重森
- 仔犬ダンの物語（2002年、東映） - 村中豊輝
- 蒼き狼 〜地果て海尽きるまで〜（2007年、松竹） - 商隊長
- 舞妓Haaaan!!!（2007年、東宝） - 株主
- アキレスと亀（2008年、東京テアトル / オフィス北野） - 倉持の取引相手の社長
- 行きずりの街（2010年、東映）
- SP THE MOTION PICTURE（2010年 - 2011年） - 吉原剛（国土交通大臣）
- 黒駒勝蔵 明治維新に騙された男（2011年、愛川欽也監督）

### オリジナルビデオ
- 超少女マリア（1992年、イメージ・ファクトリー）
- 超少女マリア 最期の戦い（1992年、イメージ・ファクトリー）
- 悪い金儲け（1992年、Softgarage）
- GO CRAZY 銃弾を駆け抜けろ!（1996年、東映ビデオ）
- SEXY COP 348 新女刑事サシバ（1996年、GPミュージアムソフト）
- 修羅のみちシリーズ（ナック / 東映ビデオ）
  - 修羅のみち2 関西頂上決戦（2001年） - 平山幸造　
  - 修羅のみち9 北九州烈死篇（2004年）- 遠藤敏郎
  - 修羅のみち10 九州全面戦争（2004年）- 遠藤敏郎

### 配信ドラマ
- 仮面ライダーBLACK SUN（2022年、Amazon Prime Video） - 幹部1

### テレビアニメ
- 宇宙戦艦ヤマト（1974年） - シュルツ

### 劇場アニメ
- 宇宙戦艦ヤマト（1974年） - シュルツ[6]
- 黒い雨にうたれて（1984年） - 岩田武司

### ゲーム
- 宇宙戦艦ヤマト 遥かなる星イスカンダル（1999年） - シュルツ

### 吹き替え
- 祝宴!シェフ
- 名探偵ポワロ ※ディアゴスティーニ・2011年版
  - 「クラブのキング」（ヘンリー・リードバーン）
  - 「首相誘拐事件」（バーナード・ドッジ卿）
  - 「ABC殺人事件」（フランクリン・クラーク）
  - 「なぞの遺言書」（アンドルー・マーシュ）
  - 「白昼の悪魔」（バリー少佐）
  - 「満潮に乗って」（ジェームス・ポーター）
  - 「ハロウィーン・パーティ」（ジェレミー・フラートン〈エリック・サイクス〉）

### ラジオドラマ
- オールナイトニッポン 宇宙戦艦ヤマト（1977年） - シュルツ
- NHK-FM アルジャーノンに花束を（1995年）
- NHKFMシアター「赤い操り糸」（2009年）

### CM
- ロト6（2000年）